# Delonte West
Delonte Maurice West (ur. 26 lipca 1983) – amerykański koszykarz występujący na pozycji rzucającego obrońcy.

## Kariera
Przed przybyciem do NBA reprezentował barwy college’u Saint Joseph. Wziął udział w drafcie 2004 w którym został wybrany z 24 numerem przez Boston Celtics. W swoim pierwszym sezonie w NBA (2004/05) w barwach Celtics rozegrał 39 meczów zdobywając średnio 4,5 punktu na mecz. W drugim sezonie został wybrany do skład u drugoroczniaków na Rookie Challenge podczas Weekendu Gwiazd NBA. W sezonie 2006/07 w barwach Celtics rozegrał 69 meczów, rzucając średnio 12,2 punktu na mecz.
28 czerwca 2007 (w trakcie draftu 2007) Celtics oddali w wymianie Westa, Jeffa Greena (5. wybór w drafcie) i Wally Szczerbiaka do Seattle SuperSonics w zamian za Raya Allena i Glena Davisa (35. wybór w drafcie). W nowej drużynie rozegrał 35 spotkań (tylko 5 razy był wystawiany w wyjściowej piątce) grał średnio 20,8 minuty oraz zdobywał 6,8 pkt na mecz. Jeszcze w trakcie sezonu 2007/08 trafił, w ramach wymiany między trzema klubami do Cleveland Cavaliers. Do końca sezonu 2007/08 w barwach Cavaliers rozegra  26 meczów i uzyskiwał średnio 10,3 punktu i 4,5 asysty. We wrześniu 2008 podpisał trzyletni kontrakt z Cavs warty 12,6 milionów dolarów. Przez kolejne 2 sezony grał w Cleveland, w pierwszym z nich rozegrał 64 spotkania sezonu zasadniczego oraz 14 w fazie play-off. W zasadniczym zaliczał 11,7 pkt na mecz, natomiast w play-offach 13,8. Sezon 2009–2010 był jego ostatnim w ekipie Cavaliers, w całym sezonie rozegrał łącznie 71 spotkań, z czego tylko 3 w wyjściowym składzie (25 minut na mecz). W sezonie zasadniczym rzucał 8,8 pkt na mecz, natomiast w fazie play-off zaledwie 6,7 pkt.
26 lipca 2010 Cavs wytransferowali Westa wraz z Sebastianem Telfairem do Minnesoty Timberwolves w zamian za Ramona Sessionsa, Ryana Hollinsa i wybór w przyszłym drafcie. Wkrótce po pozyskaniu Westa, Timberwolves wykupili jego kontrakt i go zwolnili.
1 września 2010 ponownie trafił do Boston Celtics, podpisując z klubem kontrakt na rok.
West został zawieszony na 10 pierwszych meczów sezonu 2010/11 po tym jak przyznał się do zarzutów dotyczących broni. W sezonie zagrał tylko w 24 meczach zdobywając średnio 5,6 punktu i 2,7 asysty na mecz.
13 grudnia 2011 podpisał kontrakt z Dallas Mavericks i przedłużył go 27 lipca 2012 na kolejny rok. Jednakże, przed rozpoczęciem sezonu zasadniczego 2012/13, West został ukarany zawieszeniem za złe zachowanie po meczu przedsezonowym z Houston Rockets. Mavericks następnie przywrócili go do zespołu. Rozegrał wszystkie mecze przedsezonowe do końca okresu przygotowawczego, by na jego koniec, 29 października 2012 zostać zwolnionym z kontraktu.
25 stycznia 2013 Texas Legends z D-League ogłosili, że pozyskali Westa. West zadebiutował w NBDL dopiero 16 marca, w starciu z Santa Cruz Warriors.
W październiku 2013 West dołączył do klubu ligi chińskiej Fujian Xunxing. 8 lutego 2014 został zwolniony.

## Osiągnięcia
- Rekordzista klubu Celtics w liczbie punktów (15), uzyskanych w dogrywce spotkania, podczas konfrontacji z Minnesotą Timberwolves (4.03.2007 – stan na 3.01.2017)[19]

## Statystyki w NBA
Na podstawie Basketball-Reference.com (ang.)

### Sezon regularny
| Sezon   | Drużyna   | M   | S5  | MPG  | FG%   | 3P%   | FT%   | RPG | APG | SPG | BPG | PPG  |
| ------- | --------- | --- | --- | ---- | ----- | ----- | ----- | --- | --- | --- | --- | ---- |
| 2004/05 | Boston    | 39  | 7   | 13,0 | 42,6% | 35,8% | 70,4% | 1,7 | 1,4 | 0,5 | 0,2 | 4,5  |
| 2005/06 | Boston    | 71  | 71  | 34,1 | 48,7% | 38,5% | 85,1% | 4,1 | 4,6 | 1,2 | 0,6 | 11,8 |
| 2006/07 | Boston    | 69  | 47  | 32,2 | 42,7% | 36,5% | 85,3% | 3,0 | 4,4 | 1,1 | 0,5 | 12,2 |
| 2007/08 | Seattle   | 35  | 5   | 20,8 | 38,8% | 33,9% | 66,7% | 2,7 | 3,2 | 0,9 | 0,3 | 6,8  |
| 2007/08 | Cleveland | 26  | 26  | 31,0 | 44,0% | 36,7% | 78,8% | 3,7 | 4,5 | 1,1 | 0,7 | 10,3 |
| 2008/09 | Cleveland | 64  | 64  | 33,6 | 45,7% | 39,9% | 83,3% | 3,2 | 3,5 | 1,5 | 0,2 | 11,7 |
| 2009/10 | Cleveland | 60  | 3   | 25,0 | 44,5% | 32,5% | 81,0% | 2,8 | 3,3 | 0,9 | 0,5 | 8,8  |
| 2010/11 | Boston    | 24  | 2   | 18,9 | 45,8% | 36,4% | 86,7% | 1,5 | 2,7 | 0,8 | 0,4 | 5,6  |
| 2011/12 | Dallas    | 44  | 33  | 24,1 | 46,1% | 35,5% | 88,6% | 2,3 | 3,2 | 1,3 | 0,3 | 9,6  |
| Razem   |           | 432 | 258 | 27,4 | 44,8% | 37,2% | 82,6% | 2,9 | 3,6 | 1,1 | 0,4 | 9,7  |

### Play-off
| Sezon | Drużyna   | M  | S5 | MPG  | FG%   | 3P%   | FT%   | RPG | APG | SPG | BPG | PPG  |
| ----- | --------- | -- | -- | ---- | ----- | ----- | ----- | --- | --- | --- | --- | ---- |
| 2005  | Boston    | 7  | 3  | 16,4 | 52,4% | 45,5% | 50,0% | 1,3 | 0,6 | 1,0 | 0,1 | 4,1  |
| 2008  | Cleveland | 13 | 13 | 34,8 | 40,0% | 42,9% | 85,4% | 3,3 | 4,2 | 1,2 | 0,5 | 10,8 |
| 2009  | Cleveland | 14 | 14 | 42,2 | 46,5% | 33,3% | 83,3% | 3,5 | 4,1 | 1,4 | 0,5 | 13,8 |
| 2010  | Cleveland | 11 | 0  | 24,5 | 41,8% | 15,8% | 93,8% | 1,9 | 2,6 | 0,8 | 0,3 | 6,7  |
| 2011  | Boston    | 9  | 0  | 18,9 | 46,8% | 36,8% | 80,0% | 1,9 | 1,3 | 0,6 | 0,0 | 6,6  |
| 2012  | Dallas    | 4  | 3  | 22,0 | 42,3% | 50,0% | 100%  | 1,8 | 2,0 | 0,8 | 0,0 | 7,5  |
| Razem |           | 58 | 33 | 29,1 | 44,2% | 36,1% | 84,7% | 2,5 | 2,8 | 1,0 | 0,3 | 9,1  |